# آلترناتیو راک

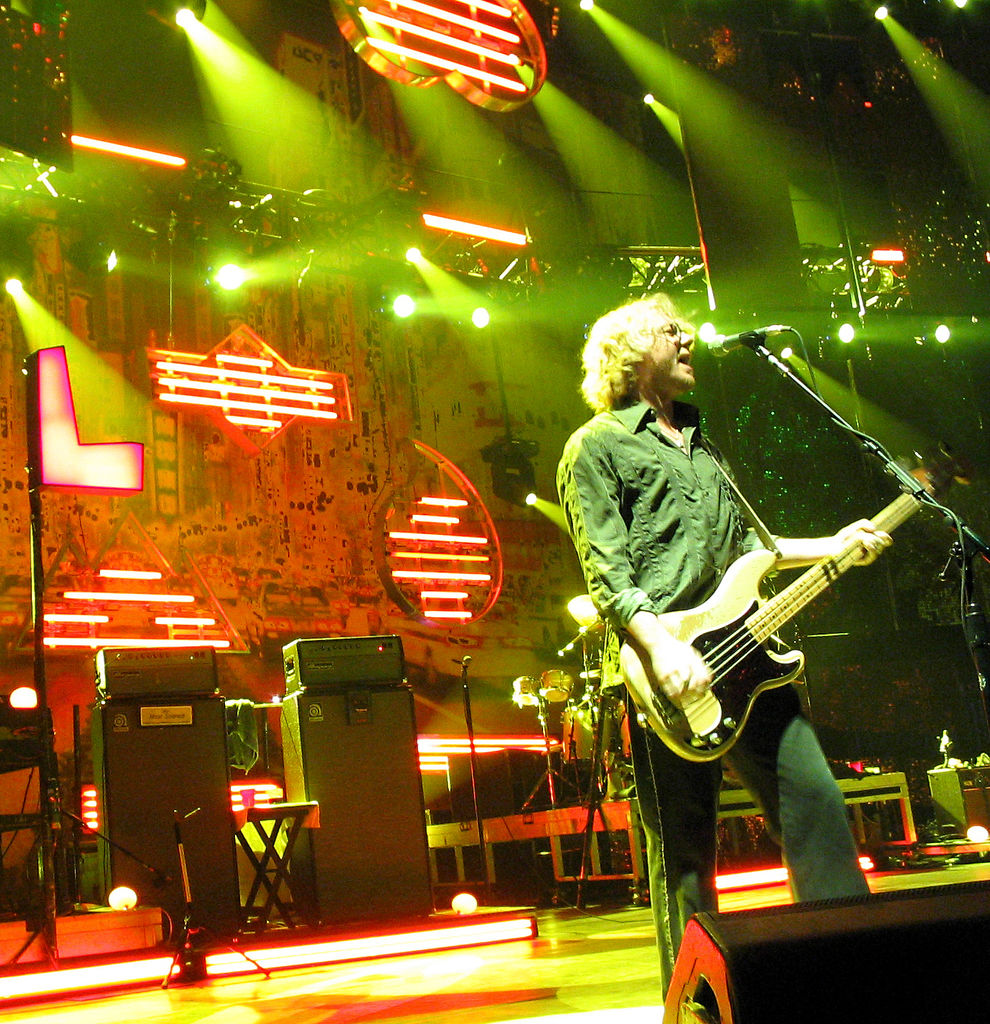
گروه آلترناتیو راک آر.ای. ام در کنسرتی در تگزاس

راک آلترناتیو (به انگلیسی: Alternative rock) که به عنوان موسیقی آلترناتیو هم شناخته می‌شود، در اواسط دههٔ ۸۰ با تأثیر از موسیقی پانک راک به وجود آمد اما از لحاظ ساختاری و ظاهر شبیه هیچ‌یک از سبک‌های قبل از خود نبود، نه ظواهر و ساختار گروه‌های پانک را داشت و نه می‌شد آن را شاخه‌ای از سبک‌های دیگر دانست و به دلیل اینکه از جنبه‌های بسیاری با موسیقی‌های قبل از خود تفاوت داشت نام «آلترناتیو» به معنای «جایگزین» را به آن دادند.

## پیشینه
تعریف این موسیقی در گذر زمان دچار تغییرات بسیاری شد، برخی آن را موسیقی مدرن می‌دانستند، بریتانیایی‌ها به آن موسیقی مستقل (ایندی) می‌گفتند، در دوره‌ای در آمریکا کالج راک نام گرفت. اما امروزه همهٔ آن‌ها هست و هیچ‌یک از آن‌ها به تنهایی نیست!
در حقیقت «آلترناتیو» به عنوان نمادی برای موسیقی زیر زمینی استفاده می‌شد، اما شاید گسترده‌ترین تعریفی که برای موسیقی آلترناتیو می‌توان گفت این است :” هر آنچه که می‌خواهی خلق کن!” آنطور که می‌خواهی احساساتت را بروز بده، ادا در بیاور، بخند، گریه کن، بساز، نابود کن! و همین امر بود که باعث شد مرزهای آلترناتیو آنقدر وسیع و شاید بی‌انتها شود. گرچه این مهم به تنهایی باعث گستردگی این سبک نشد، در دههٔ ۹۰ میلادی که این سبک رونق گرفته بود و تا حدود زیادی زیر شاخه‌های موسیقی پانک را کنار زده بود، کمپانی‌های موسیقی سعی کردند با استفاده از زدن برچسب «آلترناتیو» بر روی گروه‌های تحت حمایت خود به فروش آن‌ها بیافزایند، در حالی که سبک بسیاری از آن‌ها بیشتر در حوزهٔ پاپ راک و سبک‌های دیگر قرار می‌گرفت. اینگونه شد که نام آلترناتیو دنیا را درنوردید و جایگاه مناسبی در چارت‌های موسیقی پیدا کرد

## هرآنچه که می‌خواهی خلق کن
شاید این عبارت برای از بین بردن مرزها در سبک آلترناتیو و نشان دادن گستردگی آن کافی باشد، اما با گذشت زمان آلترناتیو آنقدر وسیع شد که شاید بهتر بود دیگر برای آن شاخه‌های مختلف ترسیم کنند، گرانج، بریت پاپ، گوتیک راک، شوگیز و بسیاری سبک‌های دیگر از آن نشئت گرفتند، نیروانا موسیقی گرانج را به اوج خود رساند، آر.ای. ام در آلترناتیو راک درخشید و گروه بریتانیایی د کیور از اولین‌های گوتیک راک شد.
گروه‌های آلترناتیو معمولاً ویژگی‌های خاص خود را دارند، مانند ۳۰ سکندز تو مارس از نمادهای خاص استفاده می‌کنند، مانند ساوندگاردن، لیریک‌های هنجارشکن دارند، همچون ردیوهد موسیقی ای سرشار از اصوات جدید و نوع آواز خاص دارند، مانند یوتو با زبان خود علیه جنگ و نابرابری اعتراض می‌کنند، موسیقی شان شامل ریف‌های دیستورشن گیتار است
اما آلترناتیو در موسیقی راک و متال متوقف نماند! موسیقی آلترناتیو کانتری ایجاد شد، رقص آلترناتیو با ترکیبی از رقص پاپ، تکنو و راک به وجود آمد، موسیقی آلترناتیو هیپ-هاپ تشکیل شد که بسیاری از رسوم موسیقی هیپ هاپ مانند رفتار گنگستری و … را پس زدند و حالتی متعادل تر به خود گرفتند. لازم است ذکر شود که این واژه در هنر معماری نیز به معنای «راهی جایگزین» به کار می‌رود اما ارتباط چندانی با این سبک موسیقی ندارد.
از جمله گروه‌های مشهور در این سبک می‌توان به گروه‌های زیر اشاره داشت:
- میوز(muse)
  - پنیک! ات د دیسکو (Panic! At The Disco)
- اونسنس(Evanescence)
- اوئیسیز (Oasis)
- نیروانا (گروه موسیقی) (Nirvana)
- اسمیتز (The smiths)
- ریدیوهد (Radiohead)
- کلد پلی (Coldplay)
- فال اوت بوی (fall out boy)
- گرین دی (Green Day)
- لینکین پارک(Linkin Park)
- پرل جم (Pearl Jam)
- ساوندگاردن (Soundgarden)
- فو فایترز (Foo Fighters)
- یوتو (U2)
- کوئینز آو د استون ایج (Queens of the Stone Age)
- آرکید فایر (Arcade Fire)
- آر.ئی.ام. (R.E.M)
- ایمجین دراگونز (Imagine Dragons)
- تری دیز گریس (Three Days Grace)
- وایت استرایپس (The White Stripes)
- پپرز (Red Hot Chili Peppers)
- ترتی سکندز تو مارس (Thirty Seconds To Mars)
- ویزر (Weezer)
- کین (گروه موسیقی) (Keane)
- آناتما (Anathema)

## ۲۰۱۰–اکنون: آینده

### آلترناتیو پاپ
آلترناتیو پاپ (همچنین به عنوان آلت-پاپ نیز شناخته می‌شود) اصطلاحی برای توصیف موسیقی پاپ با جذابیت تجاری گسترده که توسط چهره‌های خارج از جریان اصلی ساخته می‌شود و یا بدیع‌تر، چالش برانگیزتر یا التقاطی‌تر از موسیقی پاپ سنتی در نظر گرفته و استفاده می‌شود.